# Католицька церква в Панамі
Като́лицька це́рква в Пана́мі — найбільша християнська конфесія Панамі. Складова всесвітньої Католицької церкви, яку очолює на Землі римський папа. Керується конференцією єпископів. Станом на 2004 рік у країні нараховувалося близько 1 799 000 католиків (85,38% від усього населення). Існувало 8 діоцезій, які об'єднували 186 церковних парафій.  Кількість  священиків — 396 (з них представники секулярного духовенства — 199, члени чернечих організацій — 197), постійних дияконів — 64, монахів — 270, монахинь — 447.

## Статистика
Згідно з «Annuario Pontificio» і Catholic-Hierarchy.org:
| Рік | Населення | Населення | Населення | Священики | Священики | Священики | Священики           | Диякони | Ченці    | Ченці | Парафії |
| Рік | католики  | загалом   | %         | загалом   | секулярні | ченці     | вірних на священика | Диякони | чоловіки | жінки | Парафії |
| --- | --------- | --------- | --------- | --------- | --------- | --------- | ------------------- | ------- | -------- | ----- | ------- |

## Діоцезії
Шаблон:Католицька церква в Панамі